# Eulophia schweinfurthii
Eulophia schweinfurthii är en orkidéart som beskrevs av Friedrich Fritz Wilhelm Ludwig Kraenzlin. Eulophia schweinfurthii ingår i släktet Eulophia och familjen orkidéer. Inga underarter finns listade i Catalogue of Life.